# Hansley Martínez
Hansley Alexander Martínez García (San Cristóbal, 3 de marzo de 1991) es un futbolista dominicano. Juega como defensa central y su club actual es el Salcedo Fútbol Club de la Liga Dominicana de Fútbol.